# St. Blasius (Egling an der Paar)

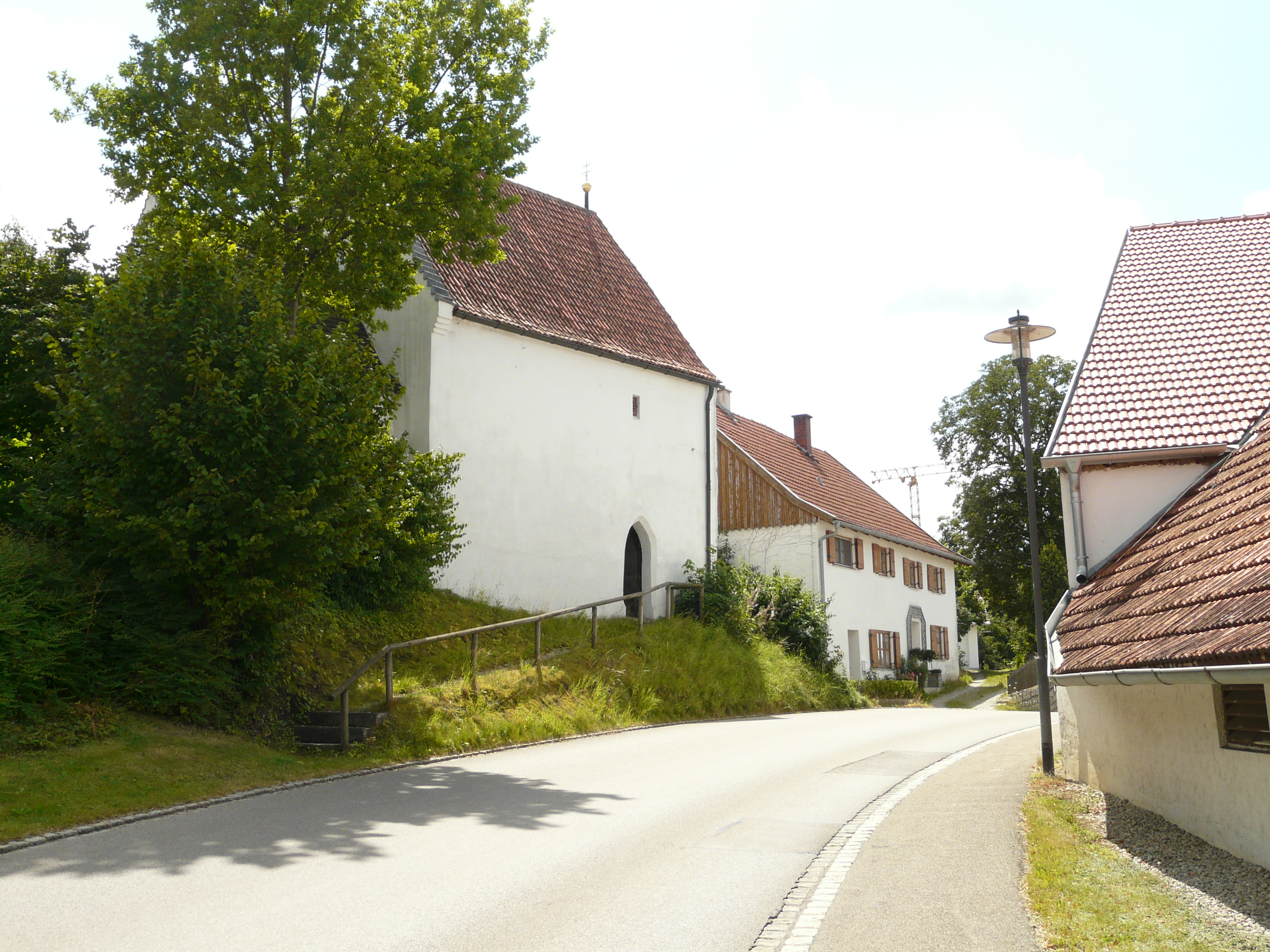
Kapelle St. Blasius in Egling an der Paar

Die Kapelle St. Blasius ist eine kleine katholische Kapelle in Egling an der Paar. Der Bau entstand im Mittelalter im spätromanischen Stil und ist erstmals im Jahr 1170 in einem Besitzverzeichnis des Klosters Dießen urkundlich erwähnt. Damit ist er das älteste Gebäude des Ortes.
Die kleine gedrungene Kapelle wurde aus großen Nagelfluhquadern errichtet. Während der Renaissance schuf der ortsansässige Maler Norbert Fischer einen neuen Altar. In dessen Zentrum steht der Kirchenpatron Blasius von Sebaste. Flankiert wird er von den Heiligen Nikolaus von Myra und Johannes der Täufer.